# منيرفينو دي ليتشي
منيرفينو دي لتشه (بالإيطالية: Minervino di Lecce)‏ هي بلدية في مقاطعة لتشه في إقليم بوليا الإيطالي.

## السكان
في سنة 1861 بلغ عدد السكان 2٬574 نسمة، وتطور العدد ليصل في سنة 2011 لـ 3٬729 نسمة.
يظهر هذا المخطط البياني تطور النمو السكاني لـ منيرفينو دي ليتشي

## توأمة
لمنيرفينو دي ليتشي اتفاقيات توأمة مع:
- نيغوتينو